# 542926 Manteca
542926 Manteca este o planetă minoră (asteroid) din centura de asteroizi. A fost descoperită pe 4 august 2007 la Observatorio Astronomico Pla D'Arguines⁠(d) de Rafael Ferrando⁠(d) și a fost numită după José Manteca⁠(d). 
Obiectul prezintă o orbită caracterizată de o semiaxă mare de 3,1149660766689 UAi, o excentricitate de 0,1388473642503, o înclinație de 11,690198783107 ° în raport cu ecliptica.